# Kimberling City
Kimberling City är en ort i Stone County i Missouri. Vid 2020 års folkräkning hade Kimberling City 2 344 invånare.